# 多雄黄堇
多雄黄堇（学名：Corydalis kingdonis），为罂粟科紫堇属下的一个植物种。